# Chiesa di Cristo Re (Genova)
La chiesa di Cristo Re di Sampierdarena è situata nella città metropolitana di Genova in Corso Magellano; adiacente all'Ospedale Civile di Villa Scassi. Con decreto dell'arcivescovo cardinale Giuseppe Siri , dell'ottobre 1958, viene sancita l'edificazione della parrocchia su progetto dell'architetto Corrado Quoiani; i lavori verranno ultimati nell'ottobre 1966.

## Descrizione
Dopo il 1975 le vetrate della prima costruzione furono sostituite con altrettante policrome con disegni e decori del pittore Claudio Nani. Caratteristica è la vetrata centrale, sopra il portone, sulla quale è raffigurato il Trionfo di Cristo Re con gli Evangelisti e l'Agnello Immolato. Lateralmente sono presenti altre quattro grandi vetrate: Violenza contro Cristo e Pace, il Re accolto che entra in Gerusalemme, Annunciazione e Natività e Battesimo e Trasfigurazione. Dal 1975 sovrasta l'altare il crocifisso ligneo del XV secolo, eseguito da uno scultore genovese con influenze lombarde.

## Restauro
Nel 1998, a quarant'anni dalla sua inaugurazione, viene dato corso a un importante progetto di valorizzazione della Chiesa dall'architetto Alessandro Bragheri, coadiuvato dagli architetti Valentina Ferreri e Maria Teresa Raffetto. I lavori hanno inizio nel 2007 e terminano nell'ottobre 2008. Sulla parete di fondo, si trova una contro-parete in "pietra-luna" dalle tonalità chiare e delicate, così come tutta la pavimentazione dai toni beige più caldi a contrasto con le mura in cemento.